# Алексакис, Арт
Артур Пол Алексакис (англ. Arthur Paul Alexakis, род. 12 апреля 1962) — американский музыкант, наиболее известный как певец и гитарист рок-группы Everclear. Алексакис основал несколько звукозаписывающих лейблов. Позже он стал политическим активистом и лоббировал особые интересы, которые включали политику информирования о наркотиках и поддержку семей военных.

## Ранние годы
Алексакис родился в Лос-Анджелесе, Калифорния, США, в семье из пяти детей, Артур был самым младшим. Вскоре после того, как его отец покинул семью, когда Арту было пять лет, финансовые трудности вынудили его мать переехать с семьёй в жилой комплекс Mar Vista Gardens в Калифорнии, расположенный на западе Лос-Анджелеса в Дель-Рее. Алексакис подвергался физическому и сексуальному насилию со стороны старших детей в своём районе. Его брат Джордж умер от передозировки героина, когда Алексакису было 12 лет. В том же году 15-летняя подруга Алексакиса покончила с собой. Вскоре после её смерти Алексакис попытался покончить с собой, набив карманы песком и спрыгнув с пирса Санта-Моники. Позже он сказал, что выжить ему помог голос его брата Джорджа. Алексакис начал колоться, когда ему было 13 лет, в основном принимая кристаллический метамфетамин. Арт пристрастился к героину и кокаину, и он выжил после передозировки кокаина, когда ему было 22. В июне 1984 года окончательно завязал с наркотиками.

## Музыкальная карьера

### Первые группы
Живя в Лос-Анджелесе в 1980-е годы, Алексакис играл в группе «Shakin' Brave», которая отличалась грубым звучанием. Позже Алексакис и его первая жена Анита переехали в Сан-Франциско.
Живя в Сан-Франциско, Алексакис наткнулся на жанр музыки, известный как коупанк, стиль, объединяющий — мелодичность кантри и быстрый темп рок-н-ролла.
The Easy Hoes образовались в конце 1980-х и выпустили один альбом, Tragic Songs Of Life, в 1989 году.
Следующий проект музыканта стал сольный альбом, переросший в групповой проект под названием Colorfinger. Эта группа выпустила альбом Deep in the Heart of the Beast in The Sun. В продажу поступил только полноформатный альбом. Несколько песен, первоначально исполненных Colorfinger, стали песнями Everclear, такие как «Why I Don’t Believe in God», «Invisible», «The Twistinside», "Heartspark Dollarsign " и «Hateful».

### Everclear
После переезда в Портленд, Алексакис разместил в газете объявление о поиске басиста и барабанщика для создания новой группы. Ими стали Крейг Монтойя и Скотт Катберт. Это трио образовало первый состав Everclear. Позже Катберт был заменён Грегом Эклундом. Группа получила три платиновых альбома — Sparkle & Fade, So Much for the Afterglow и Songs from an American Movie Vol. One: Learning How to Smile.
Нестабильность и личные потрясения, которые Алексакис испытывал на протяжении всей своей жизни, непосредственно вдохновляли его тексты. Father of Mine и Why I Don’t Believe in God описывали его трудную юность, а Heroin girl, «Strawberry», и «Color Pit» касались его наркозависимости. Прорывной альбом Everclear, Sparkle & Fade, посвящён темам побега и искупления, которые пронизывали жизнь Артура после отъезда из Сан-Франциско.

### Написание песен
Добившись успеха как музыкант и автор песен, Алексакис взялся за другие проекты в музыкальной индустрии. В течение нескольких лет он служил представителем A&R в Capitol Records. В 1996 году он продюсировал альбом Frogpond 1996 года Count to Ten.
В начале 2000-х годов Алексакис основал свой собственный лейбл Popularity Recordings как дочернюю компанию Artemis Records. Алексакис продюсировал первый релиз лейбла-альбом 2002 года Volume by Flipp. Лейбл закрылся в 2003 году.
Алексакис также писал песни с другими артистами, в том числе с Марион Рейвен в песне At The End of the Day 2005 года и Here I Am и Set Me Free 2007 года.

## Радио
С марта 2017 по февраль 2019 года Алексакис вёл еженедельное радиошоу на музыкальном канале гранжа и альтернативного рока 90-х годов Lithium (Channel 34, компания Sirius XM).

## Фильмы и телевидение
Алексакис посещал курсы киноискусства в Лос-Анджелесском колледже.
В 2000 году Алексакис ненадолго появился в комедии Хизер Грэм «Безумно верная жена».
Он сыграл главную роль в короткометражном фильме 2006 года «Комната для дыхания», и сыграл роли в фильмах «Избавься от меня» (2011) и «Роуг Ривер» (2012).
В 2014 году он сыграл роль в биографической драме «Дикая» с Риз Уизерспун в главной роли.
В 2002 году Алексакис появился в двух эпизодах шоу Криса Айзека.
В 2006 году Алексакис появился в эпизоде «Рассекреченного школьного руководства по выживанию Неда» на Nickelodeon в качестве учителя музыки по имени Мистер Гибсон.
В августе 2006 года Алексакис появился на «The O’Reilly Factor», обсуждая музыкальное видео для первого сингла Everclear «Welcome to the Drama Club».

## Политика
В 2000 году Алексакис дал показания перед Конгрессом в поддержку закона о сострадании к детям и принудительных выплатах алиментов на детей. Через Ассоциацию поддержки и помощи детям, Джеральдин Дженсон и Нэнси Пелоси спонсировали этот законопроект. Закон принят.
Алексакис был делегатом Национального съезда Демократической партии 2004 года, представлявшим 3-й округ конгресса штата Орегон после того, как агитировал за Джона Эдвардса во время праймериз Демократической партии 2004 года. Он и Everclear записали песню Вуди Гатри «This Land Is Your Land», который он исполнил на нескольких политических мероприятиях.
Алексакис также является активным участником за права геев. В одном из интервью он писал о движении за права геев в 1970-х годах: «Я ездил в Сан-Франциско, чтобы увидеть Sex Pistols в 1978 году. Мне едва исполнилось 16 лет, и я пошел со своим соседом, о котором моя мама не знала, что он гей, но я знал, что он гей. Я отправился в Кастро с целой группой геев и увидел ту сторону культуры, которую никогда раньше не видел. Я узнал о Харви Милке раньше, чем большинство людей. Это был большой опыт».
Алексакис также участвовал в программах повышения осведомлённости о наркотиках, включая запись объявлений государственных служб для Управления национальной службы контроля над наркотиками.
Вместе с Everclear он выступал перед американскими солдатами в Гуантанамо, на Кубе, Гавайях и в Абу-Даби. Он также выступал для Snowball Express, который организует мероприятия для семей военных, потерявших близких на войне.

## Личная жизнь
Изначально Арт был атеистом. В августе 2000 года в интервью Spin Алексакис заявил, что с тех пор стал христианином. Говоря о своей тогдашней невесте Стефани Грейг, он сказал: «Она христианка, и я христианин — моя бывшая нет — и поэтому я подумал, что это нормально быть христианином. Я не похож на рождённого свыше… Ну, думаю, я в каком-то смысле родился заново.»
26 марта 2019 года Алексакис объявил, что у него обнаружен рецидивирующе-ремиттирующий рассеянный склероз, который был диагностирован после автомобильной аварии.

## Дискография
Вместе с The Easy Hoes:
- 1989 — Tragic Songs of Life

Вместе с Colorfinger:
- 1990 — Deep in the Heart of the Beast in the Sun
- 1990 — Demonstration

Вместе с Everclear:
- 1993 — World of Noise
- 1995 — Sparkle and Fade
- 1997 — So Much for the Afterglow
- 2000 — Songs from an American Movie Vol. One: Learning How to Smile
- 2000 — Songs from an American Movie Vol. Two: Good Time for a Bad Attitude
- 2003 — Slow Motion Daydream
- 2004 — Ten Years Gone: The Best of Everclear 1994—2004
- 2006 — Welcome to the Drama Club
- 2008 — The Vegas Years
- 2009 — In a Different Light
- 2012 — Invisible Stars
- 2015 — Black Is the New Black

Сольные:
- 2019 — Sun Songs